# Роми у Украјини
Присуство ромске мањине у Украјини први пут је документовано почетком 15. века. Роми су задржали своје друштвене организације и обичаје, избегавајући припаднике других етничких група често као реакцију на антиромске ставове и прогон. Они су усвојили језик и веру доминантног друштва, будући да су православци у већем делу Украјине, католици у западној Украјини и закарпатској области и муслимани на Криму.

## Историја
Генетски налази из 2012. сугеришу да Роми потичу из северозападне Индије и да су мигрирали као група. Према тој студији из 2012. године, преци садашњих племена северне Индије, које се традиционално називају заједничким именом Дома, су вероватне популације предака модерних европских Рома.
Током инвазије на Украјину 2022. године, Роми су патили јер им је често недостатак документације о цивилном статусу онемогућавао приступ хуманитарној помоћи. Неколико извора наводи да се избеглицама одбија приступ европским земљама. Агенција ЕУ за основна права позвала је на посебну пажњу Ромима који траже уточиште.
Необразовање и недоступност образовања ромских девојчица  је горе него икад након ратних поремећаја у образовном систему. Роми из Украјине се такође боре против руских војника у Љубимовки у Херсонској области. Упркос томе што су били део маргинализоване мањине, стотине Рома су се добровољно пријавиле да се боре за украјинску војску. 
Роми су раштркани широм Украјине, али њихова највећа концентрација је у Закарпатској области. Половина живи у градовима. Чак 35% ромски сматра својим матерњим језиком. Материјална култура се није разликовала од доминантног друштва осим по начину облачења. Имају богату народну традицију. Ромске теме се могу наћи у украјинској књижевности.

## Етничке групе
- Крими - помешани са кримским Татарима. Даље подгрупе су Ауџи, Гурбети , Мукани и други. Током Другог светског рата нацисти су убили 800 Ромау Симферопољу. Након нацистичке окупације, Стаљин је наредио да се сви кримски Татари и кримски Роми депортују у Централну Азију као „специјални насељеници“ 1944. године, додатно разарајући њихову заједницу.
- Карпатски Роми - највећи број Рома је у граду Мукачеву (1,4%), у Виноградиву (0,8%), Берегову (4,1%) и Ужгороду (4,1%).
- Руска Роми (северни Роми)
- Сервитка Роми (јужни и централни део Украјине, дошли из Србије)
- Ловари (централна Украјина)
- Келмиш Роми (град Бела Црква)

## Галерија
- Роми у закарпатској области 2001. године
- Ромска деца
- Роми у Лавову
- Роми у Галицији 1895. године
- Споменик на месту масовних убистава нациста у Деражнији. Отприлике 4.000 Јевреја и Рома је овде стрељано 20. септембра 1942.
- "Ромска пророчица" из 1841. сликара Тарас Шевченка